# Бернар Лоржу
Бернар Лоржу (фр. Bernard Lorjou; Блоа, 9. септембар 1908 — Сен Дени сир Лоаре, 26. јануар 1986) је био француски сликар. Стварао велике композиције у експресионистичком стилу.